# Bataille de Soledar
Front Est de l'invasion russe de l'Ukraine
Batailles
Offensive de Kiev (Jytomyr, Kiev) : 
- 1re Hostomel
- Tchernobyl
- Ivankiv
- Kiev
- 2e Hostomel
- Vassylkiv
- Boutcha
- Irpin
  - Bombardement de réfugiés
- Jytomyr
- Mochtchoun
- Makariv
- Brovary

Offensive du Nord (Tchernihiv, Soumy) :
- Hloukhiv
- Slavoutytch
- Bombardements
- Soumy
- Trostianets
- Tchernihiv
- Okhtyrka
- Lebedyn
- Konotop
- Romny
- Desna
- Escarmouches frontalières

Russie  (Briansk, Belgorod) :
- Incursions en Russie occidentale
  - Oblast de Briansk
  - Oblasts de Belgorod et de Koursk
    - Incursions de 2024

  - Bombardement de Belgorod
- Oblast de Koursk (août 2024)

Campagne de l'Est (Donetsk, Louhansk, Kharkiv)
Kharkiv :
- 1re Kharkiv
  - Tchouhouïv
  - Bombardements : en février
  - en mars
  - en avril
  - du bâtiment administratif
- Izioum
- 2e Kharkiv
  - Balaklia
  - 1re Koupiansk
  - Chevtchenkove
- 3e Kharkiv

Nord du Donbass:
- Starobilsk
- Sloviansk
  - Dovhenke
  - 1re Lyman
  - Sviatohirsk
  - Bohorodychne et Krasnopillia
  - Bombardements : Bilohorivka
  - Kramatorsk
- Sievierodonetsk
  - Kreminna
  - Donets
  - Roubijné
  - Popasna
  - Tochkivka
  - Massacre
- Lyssytchansk
- 2e Kharkiv
  - Balaklia
  - 1re Koupiansk
  - Chevtchenkove
  - 2e Lyman
- Oblast de Louhansk
  - Ligne Svatove-Kreminna
  - Serebryansky
  - 2e Koupiansk

 Centre du Donbass:
- Horlivka
- Popasna
- Svitlodarsk
- Bakhmout
  - Soledar
- Siversk
- Tchassiv Iar
- Toretsk
- Kourakhove
- Velyka Novossilka
- Novopavlivka

Sud du Donbass :
- Volnovakha
- Marioupol
  - Bombardements : de l'hôpital
  - du théâtre
  - de l'école d'art
- Pisky
- Vouhledar
  - Pavlivka
- Marïnka
- Contre-offensive de 2023
- Avdiïvka
- Novomykhaïlivka
- Pokrovsk
  - Krasnohorivka
  - Toretsk
- Bombardements :
- Makiïvka
- Donetsk

Campagne du Sud (Mykolaïv, Kherson, Zaporijjia)
- 1re Kherson
- Odessa
- Melitopol
- Mykolaïv
  - Bombardements : à fragmentation
  - du bâtiment administratif
- 1re Berdiansk
- Zaporijjia
- Tchornobaïvka
- Enerhodar
- Voznessensk
- Houliaïpole
- Davydiv Brid
- 2e Berdiansk
- Nova Kakhovka
- 2e Kherson
  - Doudtchany
- Dniepr
- Tchoulakivka
- Contre-offensive de 2023
  - Robotyne

Frappes aériennes dans l'Ouest et le Centre de l'Ukraine
- Lviv (02/2022)
- Vinnytsia (03/2022)
- Yavoriv (03/2022)
- Deliatyne (03/2022)
- Dnipro
- Rivne

Guerre navale
- Île des Serpents (02/2022)
- Moskva (04/2022)

Attaques en Crimée
- Novofedorivka (08/2022)
- Djankoï (08/2022)
- Pont de Crimée (10/2022)
- Base navale de Sébastopol (10/2022)
- Pont de Crimée (07/2023)
- Base navale de Sébastopol (09/2023)

Débordement
- Aéroport de Millerovo
- Sabotages en Russie
- Attaques en Transnistrie
- Sabotage des gazoducs Nord Stream
- Terrain d'entraînement militaire de Soloti
- Explosions en Pologne
- Bases aériennes de Dyagilevo et Engels-2
- Base aérienne de Minsk-Matchoulichtchi
- Crise russo-moldave de 2023
  - Accusations de tentative de coup d'État en Moldavie
- Incident de drone de 2023 en mer Noire
- Rébellion du groupe Wagner

Massacres
- Tchernihiv
- Boutcha
- Borodianka
- Olenivka
- Izioum

La bataille de Soledar est une série d'engagements militaires à proximité de la ville de Soledar, qui oppose les forces armées ukrainiennes aux forces armées de la fédération de Russie, aidées du groupe paramilitaire Wagner, lors de la campagne de l'Est de l'Ukraine. Elle est liée à l'objectif russe de prendre la ville de Bakhmout. 
Débutée le 3 août 2022, la bataille s'achève sur une victoire tactique russe le 16 janvier 2023, avec la prise de la ville, au prix de pertes humaines importantes. Par ailleurs, l'importance stratégique de la ville est limitée selon certains analystes, ce qui amène l'Institut pour l'étude de la guerre à considérer l'issue comme une victoire à la Pyrrhus.

## Contexte

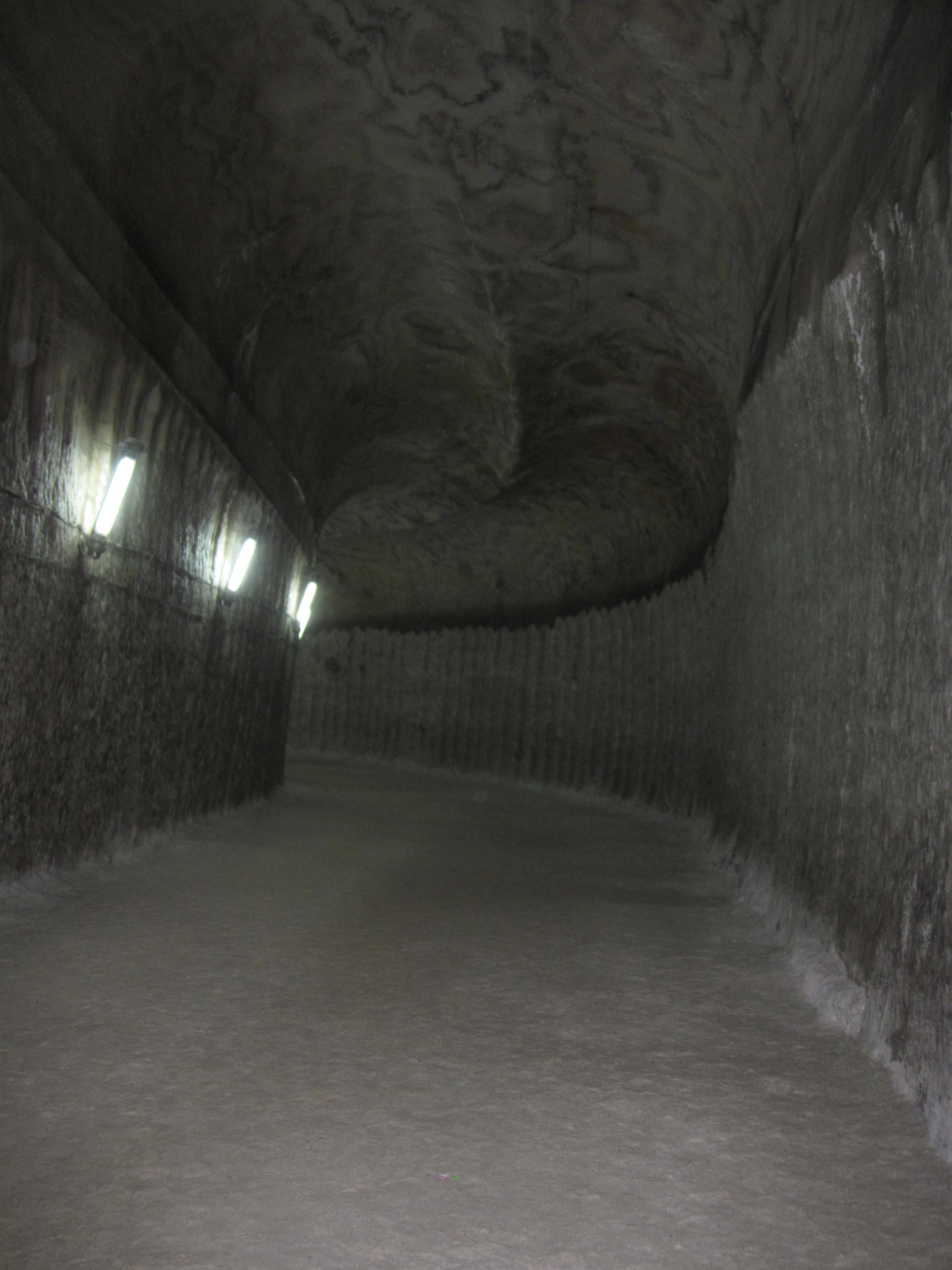
Intérieur de la mine de sel de Soledar

Au cours de l'offensive de l'est de l'Ukraine lors de l'invasion russe de l'Ukraine en 2022, les forces russes et séparatistes ont pour objectif de s'emparer de la totalité de la région du Donbass, composée des oblasts de Donetsk et de Louhansk. Des parties de ces oblasts, y compris leurs capitales portant le même nom, ont été saisies lors de soulèvements prorusses en 2014. Fin juin et début juillet 2022, l'oblast de Louhansk tombe sous contrôle russe à la suite du retrait ukrainien de Sievierodonetsk et de Lyssytchansk. Le champ de bataille se déplace ensuite vers les villes de Bakhmout, Siversk et Soledar, villes clés de l'oblast de Donetsk qui forment une ligne de défense bloquant l'avancée vers Sloviansk et Kramatorsk, les deux dernières grandes villes du Donbass aux mains des Ukrainiens.
Le premier bombardement de Soledar commence le 17 mai, lorsque les forces russes utilisent des drones et des avions contre Soledar, Klinove et Vovchoiarivka. Le lendemain, le gouverneur de l'oblast de Donetsk, Pavlo Kyrylenko, déclare que les forces russes se sont rapprochées à moins de 20 km de Soledar, tout en bombardant la ville de Bakhmout et Kostiantynivka. Le ministère russe de la Défense affirme que des entrepôts de munitions ukrainiens ont été détruits à Soledar au cours de ces opérations. Le 20 mai, un missile russe touche et endommage l'usine des salines d'Artemsil. Fin mai, les forces russes n'ont avancé que de 4 kilomètres en direction de Soledar.
Le 1er juin, les bombardements russes tuent une personne et en blessent deux autres. Les bombardements se poursuivent le 6 juin. Le 16 juin, les forces russes tentent d'avancer vers Soledar, mais échouent. Les combats s'intensifient début juillet après la chute de Sievierodonetsk et de Lysytchansk. Les forces russes bombardent Soledar, Bakhmout et les villes voisines le 3 juillet, tout en avançant de plusieurs kilomètres. Pendant le reste du mois de juillet, les bombardements et les petites avancées russes se poursuivent. La centrale thermique de Vouhlehirska est prise le 26 juillet, faisant de Soledar la prochaine cible des offensives.
Avant l'invasion, 15 000 personnes habitaient à Soledar. Fin juillet, il reste environ 2 000 personnes. La mine de sel de Soledar, bombardée à plusieurs reprises, ferme.
Le 2 août, l'officier militaire du 4e groupe tactique du Corps des volontaires ukrainiens de Secteur droit, Andriy Zhovanyk, meurt au combat près de la ville,.

## Forces en présence

### Russie
Forces armées russes
- Forces terrestres russes
  -  2e corps d'armée de la Garde
    -  6e régiment de fusiliers motorisés cosaques
- Rosgvardia
  -  SOBR "Akhmat"

 Groupe Wagner

### Ukraine
Forces armées ukrainiennes
- Armée de terre ukrainienne
  -  425e bataillon d'assaut « Skala »
  -  4e brigade de chars
  -  17e brigade de chars
  -  45e brigade d'artillerie
  -  61e brigade de chasseurs[20]
  -  93e brigade mécanisée
- Forces d'assaut aérien ukrainiennes
  -  46e brigade aéromobile[21]
  -  77e brigade aéromobile
- Force de défense territoriale
  -  116e brigade de défense territoriale
  -  119e brigade de défense territoriale
    - 163e bataillon[22]

 Ministère de l'Intérieur :
- Garde nationale de l'Ukraine
  -  13e brigade de la Garde Nationale "Khartia"
- Service national des gardes-frontières d'Ukraine
  -  1er détachement frontalier "Donetsk"[23]
  -  7e détachement frontalier "Lviv"

 GUR
- Bataillon Cheikh Mansour

## Déroulement

### Étapes initiales (3 août –1eroctobre 2022)

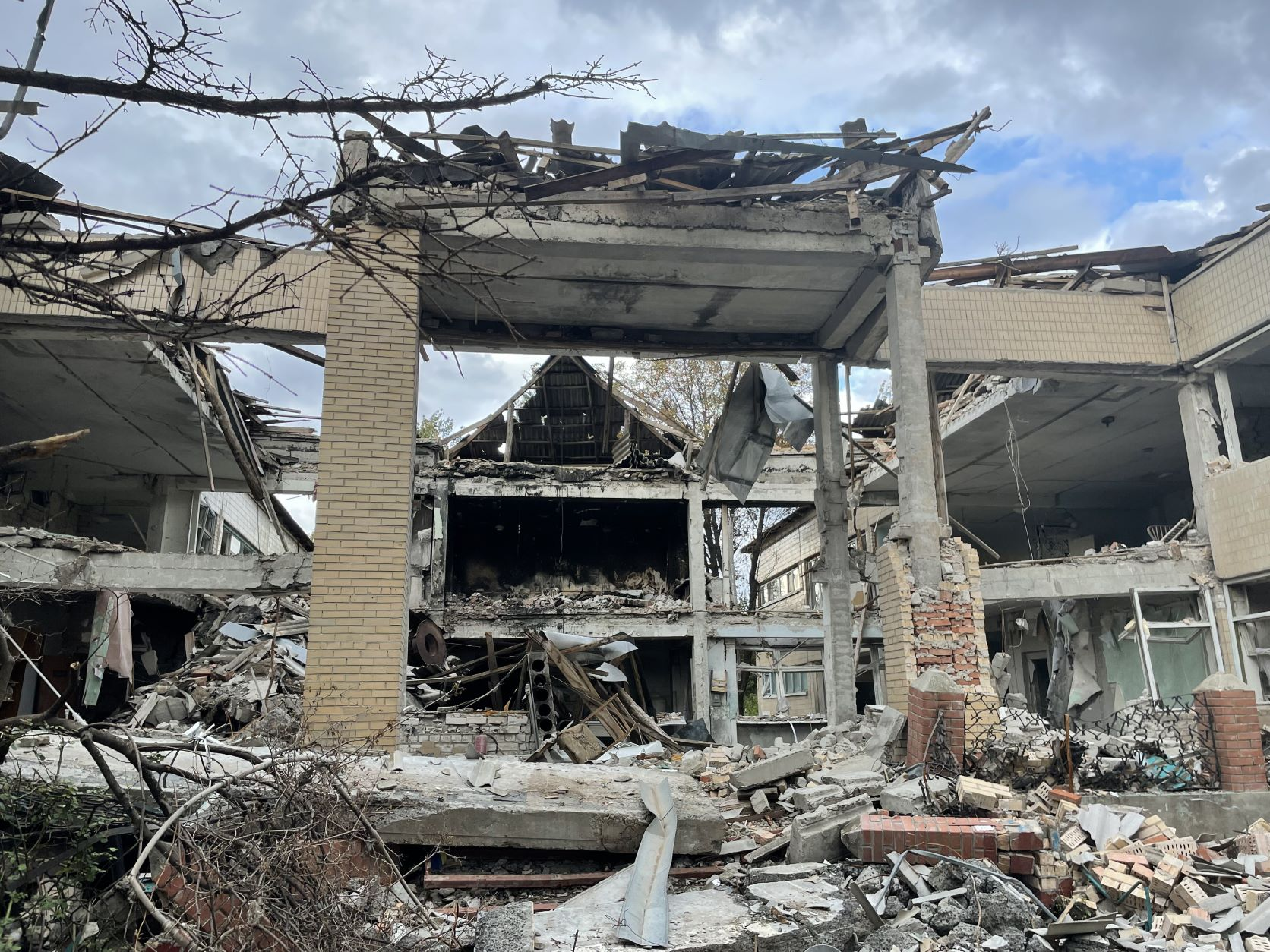
Soledar, le 25 9 2022-, image du ministère de la défense ukrainien.

Le 3 août, l'armée ukrainienne  annonce que les forces russes ont lancé une offensive contre la ville de Soledar. Les forces russes commencent à bombarder Soledar, Bakhmout et les villages environnants au sud et à l'est des villes. Plus tard dans la semaine, les forces russes et séparatistes prennent le contrôle partiel de l'usine de gypse Knauf au sud-est du centre-ville. Le 10 août, les forces russes avancent dans l'usine de Bilokamyanskyi à Soledar. Les séparatistes déclarent être entrés dans Soledar proprement dite le 11 août 2022, affirmation non confirmée par l'armée ukrainienne. Les combats à Soledar sont alors décrits dans les médias comme « exténuants » et caractérisés par des duels d'artillerie entre des troupes retranchées autour de points stratégiques, situés près de haies et de rangées d'arbres le long de vastes étendues de terres agricoles ; les civils se réfugient alors vers des abris souterrains pour éviter les bombardements.
Le 16 août, les frappes aériennes et les combats au sol se poursuivent autour de Soledar, et les séparatistes affirment avoir contrôlé la majeure partie de la zone industrielle de la ville, mais ils n'ont à ce moment  aucune preuve qu'ils avaient avancé au-delà de l'usine de gypse. Le 19 août, les bombardements et les affrontements entre les défenseurs ukrainiens et des éléments des forces de la LPR se poursuivent à la périphérie est de la ville, l'état-major ukrainien signalant que les troupes russes attaquent depuis les villages de Stryapivka et Volodymyrivka. L'état-major ukrainien rapporte avoir repoussé les assauts russes près de Soledar le 27 août. Les affrontements près de l'usine de gypse se poursuivent le 31 août.
Le 8 septembre, l'Ukraine déclare avoir repoussé un autre assaut russe à Soledar, tandis que des sources russes affirment que les forces russes et de la RPD ont avancé dans les zones résidentielles de la ville et se heurtent aux défenseurs ukrainiens. Le 10 septembre, les Russes revendiquent la capture de plusieurs blocs de territoire autour de l'usine de gypse.

### Stabilisation de la ligne de front (2 octobre–27 décembre 2022)
Les assauts russes locaux répétés sur ou près de Soledar se poursuivent en octobre, l'état-major ukrainien signalant avoir repoussé de nombreux assauts sur la ville tout au long du mois,,. Les 19 et 20 octobre, des sources russes signalent des affrontements en cours dans la zone industrielle de Soledar, les troupes russes ayant fait des gains minimes au cours des cinq derniers jours,. Du 22 au 24 octobre, des sources russes signalent la prise d'une rue clé non précisée dans la direction de Soledar au milieu de rapports faisant état d'affrontements urbains en cours dans la région, en particulier dans la périphérie sud-est de Soledar. Les revendications de gains russes n'ont pas été vérifiés de manière indépendante à cette période,.
Les affrontements dans la région de Soledar-Bakhmout s'intensifient début novembre, alors que les troupes du groupe Wagner tentent de briser les lignes de défense ukrainiennes dans la région, cherchant à isoler Bakhmout. Les Ukrainiens déclarent avoir repoussé des dizaines d'attaques russes par jour alors que le front des villes de Soledar-Bakhmout-Donetsk devient l'épicentre des combats en Ukraine, selon la vice-ministre ukrainienne de la Défense Hanna Maliar,. Malgré ces actions, les Russes n'ont fait aucun gain notable à Soledar au 8 novembre. Les affrontements le long de la ligne Soledar-Bakhmout se poursuivent en décembre, le Président Volodymyr Zelensky qualifiant le 3 décembre : « il s'agit des combats les plus intenses, les plus douloureux. Nous faisons tout pour aider nos hommes dans cette direction ». Du 14 au 16 décembre, des sources russes affirment que les combattants du groupe Wagner ont achevé des opérations de nettoyage à Yakovlika, permettant de nouveaux assauts le long du flanc nord-est de Soledar. La prise de Yakovlika a incité l'Ukraine à déployer un bataillon de réserve à Soledar pour renforcer la ligne de front, selon un officier militaire de la RPL.
Fin décembre 2022, une grande partie des combats dans la région se concentre autour de Bakhmout, Soledar étant considérée comme un bastion protégeant le flanc nord-est de la ville et les lignes d'approvisionnement. Une grande partie de Soledar a été réduite en ruine au milieu de bombardements russes continus, de frappes aériennes et des assauts terrestres mineurs contre la résistance ukrainienne. Les forces russes s'emparent du village de Bakhmouts'ke le 27 décembre. Le 29 décembre, selon le conseiller présidentiel ukrainien Oleksiy Arestovytch, l'Ukraine subit « de lourdes pertes de troupes » le long de la ligne de front Soledar-Bakhmout, bien que la Russie compte des pertes encore plus élevées, affirmant que les attaques russes « ressemblent au désespoir, rappelant les kamikazes ».

### Percée et victoire russes (27 décembre 2022 - 16 janvier 2023)
À la suite de la prise de Bakhmouts'ke par les forces russes le 27 décembre, celles-ci se seraient emparées de la gare ferroviaire de Dekonskaya, à la périphérie sud de Soledar, le 4 janvier. Le 5 janvier 2023, le ministère russe de la Défense affirme avoir repoussé les forces ukrainiennes vers la mine de sel de Soledar. Le 6 janvier, des photos et vidéos transmises par le groupe Wagner au média prorusse WarGonzo attestent de la présence des Russes aux environs des mines de sel au nord-ouest de Soledar. Les bâtiments situés aux coordonnées 48.691330, 38.067481 sont visibles et permettent de confirmer l'implantation de Wagner à quelques encablures des mines de sel[réf. nécessaire].
Selon l'état-major ukrainien soixante-seize assauts d'artillerie ont eu lieu sur Soledar dans la journée du 7 janvier, la 46e brigade aéromobile ukrainienne défendant une grande partie de la ville. Le même jour, les forces russes entrent dans le nord-ouest de Soledar par le nord, manœuvre rendue possible par la prise quelques jours plus tôt de Yakovlivka. Le 9 janvier, le colonel ukrainien Youri Yourtchik est tué par des tirs d'artillerie alors qu'il défendait Soledar.
Le 10 janvier, le chef du groupe Wagner revendique la prise totale de la ville, tout en indiquant des poches de résistance ukrainienne, tandis que Kyïv dément avoir perdu la ville,,. L'information est confirmée par l'ISW mais contestée par des reporters présents sur place. L'armée russe finit par confirmer la prise de la ville le 13 janvier 2023,.
Le 14 janvier, l'ISW déclare que les forces ukrainiennes contrôlent le territoire dans la zone administrative de Soledar, y compris une mine à la périphérie ouest de la localité, mais aucune position dans la ville elle-même. Des images ukrainiennes, géolocalisées, indiquent que des Ukrainiens occupent des positions à l'extérieur de la ville. L'ISW ignore quelle partie détient la gare. Le 16 janvier, The Kyiv Independent rapporte que les troupes russes contrôlent le territoire administratif de Soledar sur la base d'une source militaire ukrainienne. Le commandant de l'unité ukrainienne de drones, Robert Brovdy, estime que la Russie s'est emparée de la dernière zone industrielle près de la mine numéro 7, qui était auparavant détenue par les troupes ukrainiennes. Plus tard dans la journée, MSN confirme que la Russie a obtenu le contrôle de Soledar. L'armée ukrainienne finit par reconnaître la prise de la ville le 25 janvier,,.

## Pertes
Le 9 janvier, deux ressortissants britanniques travaillant pour une agence d'aide humanitaire, Andrew Bagshaw et Christopher Parry, disparaissent alors qu'ils roulent de Kramatorsk à Soledar. Le 11 janvier, le groupe Wagner déclare que le corps de l'un des travailleurs humanitaires a été retrouvé avec les deux passeports leur appartenant.

### Pertes militaires
Dans une interview accordée à CNN, un soldat ukrainien de la 46e brigade aéromobile révèle que le nombre de morts est très élevé et que les rangs des troupes ukrainiennes sont en cours de reconstitution. Il ajoute : « À Soledar, personne ne compte les morts ». Le 11 janvier, le conseiller présidentiel ukrainien Mykhaïlo Podoliak décrit les combats en cours à Bakhmout et Soledar comme les plus sanglants depuis le début de l'invasion russe. Le 12 janvier, le fondateur du groupe Wagner affirme que ses forces ont tué environ 500 soldats ukrainiens à Soledar. Il déclare que « toute la ville est jonchée de cadavres de soldats ukrainiens ».
Le 13 janvier, l'Ukraine revendique avoir tué plus de 100 soldats russes dans la région de Soledar en utilisant les forces spéciales, de l'artillerie et un missile Totchka-U.

### Pertes civiles
559 civils, dont 15 enfants, sont restés dans la ville et n'ont pas pu être évacués, annonce le gouverneur régional ukrainien Pavlo Kyrylenko.

## Analyse
L'Institut pour l'étude de la guerre (ISW), un groupe de réflexion basé aux États-Unis qui suit l'invasion russe de l'Ukraine, estime le 8 août 2022 que les forces russes cherchent probablement à encercler Bakhmout en prenant Soledar, situé au nord de la ville, et Zaitseve, au sud de Bakhmout. Les Russes veulent mettre en place les conditions afin de perturber le contrôle ukrainien sur la route nationale T-0513 qui permet le soutien des positions ukrainiennes de première ligne dans le nord-est de l'oblast de Donetsk, poursuit l'ISW.
À la suite de la capture de Bakhmouts'ke et au manque d'élan à Bakhmout, les analystes pensent que la Russie transférera des troupes pour lancer une attaque sur Soledar début janvier,. Selon le ministère britannique de la Défense au 10 janvier, la Russie contrôle « probablement » la quasi-totalité de Soledar. La priorité absolue de la Russie est le contrôle des tunnels menant à la mine de sel de la ville.
En janvier 2023, les analystes rejettent la valeur stratégique de Soledar, estimant qu'une victoire russe dans le règlement serait au mieux une victoire à la Pyrrhus, en raison du nombre élevé de pertes côté russe.  C'est notamment l'avis de l'Institut pour l'étude de la guerre qui estime que « Les opérations d’information russes ont exagéré l’importance de Soledar, qui constitue au mieux une victoire tactique russe à la Pyrrhus ». 
John Kirby du Conseil de sécurité nationale des États-Unis déclare le 12 janvier que « même si Bakhmout et Soledar tombent aux mains des Russes, cela n'aura pas d'impact stratégique sur la guerre elle-même ».